# Tocoli
I tocoli sono un gruppo di otto sostanze liposolubili di origine vegetale, inclusi quattro isomeri (α, β, δ, γ)  tocoferoli e quattro isomeri (α, β, δ, γ)  tocotrienoli.
Sono costituiti da un anello idrossi-cromano con una catena laterale, fitilica satura nei tocoferoli, isoprenoica insatura nei tocotrienoli, nella posizione C-2. 
Il numero e la posizione dei gruppi metilici situati intorno all'anello del cromanolo varia tra i diversi tocoferoli e tocotrienoli e spiega la designazione come forme alfa, beta, gamma o delta.
I tocoferoli presentano 3 centri stereogenici: C2,C4',C8'. Mentre l'α-tocoferolo naturale è presente sono nella forma RRR, quello prodotto di sintesi è un racemo comprendente 8 isomeri: RRR, RSR, RRS, RSS, SRR, SSR, SRS, SSS.
Tutti i tocoli sono sensibili alla luce, al calore, agli alcali e ai metalli; pertanto si ossidano facilmente a tocochinoni, che non hanno più proprietà antiossidanti.
|                                             |     |     |     |
|                                             | R1  | R2  | R3  |
| α-Tocoferolo (5,7,8-Trimetiltocolo)         | CH3 | CH3 | CH3 |
| β-Tocoferolo (5,8-Dimetiltocolo)            | CH3 | CH3 | H   |
| γ-Tocoferolo (7,8-Dimetiltocolo)            | H   | CH3 | CH3 |
| δ-Tocoferolo (8-Metiltocolo)                | H   | CH3 | H   |
|                                             | R1  | R2  | R3  |
| α-Tocotrienolo (5,7,8-Trimetiltocotrienolo) | CH3 | CH3 | CH3 |
| β-Tocotrienolo (5,8-Dimetiltocotrienolo)    | CH3 | H   | CH3 |
| γ-Tocotrienolo (7,8-Dimetiltocotrienolo)    | H   | CH3 | CH3 |
| δ-Tocotrienolo (8-Metiltocotrienolo)        | H   | H   | CH3 |

Hanno tutti attività vitaminica, come vitamina E, e antiossidante per i lipidi. L'attività vitaminica è maggiore nei composti α mentre al contrario l'attività antiossidante sarebbe maggiore nei composti δ.